# Championnat du Botswana de football 2008-2009
Navigation
Saison précédente Saison suivante
La saison 2008-2009 du Championnat du Botswana de football est la quarante-quatrième édition du championnat de première division au Botswana. Les seize meilleures équipes du pays sont regroupées au sein d’une poule unique où ils s’affrontent deux fois au cours de la saison, à domicile et à l’extérieur. En fin de saison, les deux derniers du classement sont relégués et remplacés par les deux meilleurs clubs de deuxième division tandis que le 14e doit affronter le 3e de D2 en barrage de promotion-relégation.
C'est le club de Gaborone United qui est sacré cette saison après avoir terminé en tête du classement final, avec quatre points d’avance sur le tenant du titre, Mochudi Centre Chiefs et dix-sept sur ECCO City Green. Il s’agit du sixième titre de champion du Botswana de l’histoire du club.

## Qualifications continentales
Le champion du Botswana se qualifie pour la Ligue des champions de la CAF 2010 tandis que le vainqueur de la coupe nationale obtient son billet pour la Coupe de la confédération 2010.

## Les clubs participants
| - Township Rollers - Police XI - Mochudi Centre Chiefs - Great North Tigers FC - Promu de D2 - Naughty Boys Tlokweng - Promu de D2 - Notwane FC - Botswana Defence Force XI - Boteti Young Fighters | - ECCO City Green - Nico United - Mogoditshane Fighters - Botswana Meat Commission FC - LCS Extension Gunners - Gaborone United - TAFIC FC - União Flamengo Santos |

## Compétition
Le barème utilisé pour établir le classement est le suivant :
- Victoire : 3 points
- Match nul : 1 point
- Défaite : 0 point

### Classement
| Rang | Équipe                      | Pts | J  | G  | N  | P  | Bp | Bc | Diff |
| ---- | --------------------------- | --- | -- | -- | -- | -- | -- | -- | ---- |
| 1    | Gaborone United             | 75  | 30 | 23 | 6  | 1  | 71 | 26 | +45  |
| 2    | Mochudi Centre ChiefsT      | 71  | 30 | 23 | 2  | 5  | 84 | 28 | +56  |
| 3    | ECCO City Green             | 58  | 30 | 18 | 4  | 8  | 60 | 33 | +27  |
| 4    | Botswana Defence Force XI   | 53  | 30 | 16 | 5  | 9  | 42 | 27 | +15  |
| 5    | Township Rollers            | 46  | 30 | 13 | 7  | 10 | 47 | 42 | +5   |
| 6    | Police XI                   | 45  | 30 | 13 | 6  | 11 | 44 | 41 | +3   |
| 7    | LCS Extension Gunners       | 39  | 30 | 9  | 12 | 9  | 42 | 46 | -4   |
| 8    | Boteti Young Fighters       | 39  | 30 | 11 | 6  | 13 | 44 | 59 | -15  |
| 9    | Botswana Meat Commission FC | 38  | 30 | 10 | 8  | 12 | 38 | 33 | +5   |
| 10   | TAFIC FC                    | 37  | 30 | 9  | 10 | 11 | 39 | 46 | -7   |
| 11   | União Flamengo Santos       | 36  | 30 | 10 | 6  | 14 | 52 | 49 | +3   |
| 12   | Notwane FC                  | 36  | 30 | 9  | 9  | 12 | 43 | 53 | -10  |
| 13   | Nico United                 | 34  | 30 | 10 | 4  | 16 | 49 | 67 | -18  |
| 14   | Mogoditshane Fighters       | 30  | 30 | 7  | 9  | 14 | 34 | 50 | -16  |
| 15   | Great North Tigers FCP      | 19  | 30 | 5  | 4  | 21 | 29 | 69 | -40  |
| 16   | Naughty Boys TlokwengP      | 14  | 30 | 4  | 2  | 24 | 24 | 73 | -49  |

|  | Qualification pour la Ligue des champions de la CAF 2010                  |
|  | Qualification pour la Coupe de la confédération 2010                      |
|  | Participation à la poule de promotion-relégation                          |
|  | Relégation directe en deuxième division                                   |
|  | T : Tenant du titre C : Vainqueur de la Coupe du Botswana P : Promu de D2 |

### Matchs

#### Poule de promotion-relégation
Le 14e de première division retrouve les seconds des poules Nord et Sud de deuxième division. Seule la meilleure équipe se maintient ou accède à la St Louis Premier League.
| Rang | Équipe                | Pts | J | G | N | P | Bp | Bc | Diff |  | Résultats (▼ dom., ► ext.) | Jwa | Mis | Mog  |
| ---- | --------------------- | --- | - | - | - | - | -- | -- | ---- |  | -------------------------- | --- | --- | ---- |
| 1    | Jwaneng Comets (D2)   | 7   | 4 | 2 | 1 | 1 | 14 | 8  | +6   |  | Jwaneng Comets (D2)        |     | 1-0 | 12-2 |
| 2    | Miscellanous FC (D2)  | 7   | 4 | 2 | 1 | 1 | 6  | 5  | +1   |  | Miscellanous FC (D2)       | 1-1 |     | 2-1  |
| 3    | Mogoditshane Fighters | 3   | 4 | 1 | 0 | 3 | 10 | 17 | -7   |  | Mogoditshane Fighters      | 5-0 | 2-3 |      |

## Bilan de la saison
| Championnat du Botswana de football 2008-2009 |                            |
| Champion                                      | Gaborone United (6e titre) |
| Coupes et trophées                            |                            |
| Vainqueur de la Coupe du Botswana 2008-2009   | União Flamengo Santos      |
| Qualifications continentales                  |                            |
| Ligue des champions de la CAF 2010            | Gaborone United            |
| Coupe de la confédération 2010                | União Flamengo Santos      |
| Promotions et relégations                     |                            |
| Promus en Premier League                      | Jwaneng Comets             |
| Promus en Premier League                      | Motlakase Power Dynamos    |
| Promus en Premier League                      | Killer Giants FC           |
| Relégués en Second Division                   | Mogoditshane Fighters      |
| Relégués en Second Division                   | Great North Tigers FC      |
| Relégués en Second Division                   | Naughty Boys Tlokweng      |